# Blanche Hermine
Blanche Hermine is een historisch Frans motorfietsmerk.
Dit bedrijf maakte van 1950 tot 1953 lichte 100cc-motorfietsen, waaronder de "Herminette, waarbij men deels gebruik maakte van onderdelen van andere merken.